# Aircraft Owners and Pilots Association

Logo der IAOPA

Die 1939 gegründete Aircraft Owners and Pilots Association (AOPA, vollständig: International Council of Aircraft Owner and Pilot Associations) ist in über 68 Ländern vertreten und mit mehr als 470.000 Mitgliedern die größte Pilotenvereinigung der Welt mit Sitz in Frederick, Maryland.
In ihr sind Piloten und Flugzeugeigentümer der Allgemeinen Luftfahrt organisiert. Alle Ländervertretungen der AOPA gehören dem internationalen Dachverband IAOPA an. Die Ländervertretung für Deutschland ist die AOPA-Germany. Der Verein AOPA-Switzerland wurde im Juli 1964 gegründet.
Der Verein AOPA Austria – Flugzeughalter und Pilotenverband Österreichs wurde am 9. Februar 1963 von Julius Meinl IV gegründet.